# Austrolimnophila paraguayana
Austrolimnophila paraguayana är en tvåvingeart som beskrevs av Alexander 1952. Austrolimnophila paraguayana ingår i släktet Austrolimnophila och familjen småharkrankar.
Artens utbredningsområde är Paraguay. Inga underarter finns listade i Catalogue of Life.